# Редкая порода
«Редкая порода» (англ. A Breed Apart) — американский кинофильм 1984 года, режиссёром которого выступил Филипп Мора.

## Сюжет
Самовлюблённый и высокомерный коллекционер за огромную сумму денег нанимает альпиниста Майка, чтобы тот достал ему кладку яиц орла редчайшей породы. Майк приезжает на живописный частный остров, который принадлежит Джиму, воевавшему в своё время во Вьетнаме, позже потерявшему жену и сына.
Джим живёт отшельником и охраняет покой животных от охотников-браконьеров. У него сложные отношения со Стеллой, которая владеет магазином, продающим рыболовные снасти. Она и её сын всем сердцем тянутся к Джиму. Браконьеры решили уничтожить его, чтобы он не мешал им охотиться, но в этот момент ему решается помочь Майк.

## В ролях
- Рутгер Хауэр — Джим Молден
- Кэтлин Тернер — Стелла Клейтон
- Пауэрс Бут — Майк Уокер
- Брайон Джеймс — Хьюи Пейтон
- Дональд Плезенс — Дж. П. Уайттьер